# Механізм чистого розвитку
Механі́зм чи́стого ро́звитку (МЧР, англ. Clean Development Mechanism, CDM) — Визначений у Кіотському протоколі (Стаття 12) ринковий (або «гнучкий») механізм впровадження проектів між країною з розвинутою економікою і країною, що розвивається, який забезпечує країну, що розвивається, фінансуванням і технологіями для сталого розвитку та допомагає країні з розвинутою економікою виконати зобов'язання зі зниження викидів.